# Nikoletta Lakos
Nikoletta Némethné Lakos (geborene Nioletta Lakos; * 14. Dezember 1978 in Tapolca) ist eine ungarische Schachspielerin. Sie trägt den Titel Großmeister der Frauen (WGM).

## Leben
Beide Eltern von Nikoletta Lakos waren Lehrer. Sie wuchs in Tapolca auf und wurde im Schachspiel an der dortigen Schachschule unterrichtet. Bereits im Alter von 18 Jahren wurde sie 1997 in Ungarn zur Schachspielerin des Jahres gewählt. Sie absolvierte die Fachschule für Handel und Gastgewerbe in Szombathely und studierte danach dort an der Pädagogischen Hochschule. Lakos arbeitet in Szombathely für den japanischen Elektronikhersteller TDK in Szombathely.

## Erfolge

### Einzelerfolge
Bei der U12-Weltmeisterschaft der weiblichen Jugend 1990 in Fond du Lac belegte sie den dritten Platz, bei der U16-Weltmeisterschaft 1993 in Bratislava wurde sie hinter Elina Danieljan Zweite. Die U16-Europameisterschaft 1993 in Szombathely schloss sie als Dritte ab und 1994 in Băile Herculane hinter Natalja Schukowa als Zweite. Bei der U18-Weltmeisterschaft 1995 im brasilianischen Guarapuava belegte sie hinter Corina-Isabela Peptan den zweiten Platz. Die ungarische Einzelmeisterschaft der Frauen konnte sie dreimal gewinnen: 1997 in Budapest (vor Ildikó Mádl und Nóra Medvegy), 2002 ebenfalls in Budapest und 2005 in Szeged (vor Ildikó Mádl und Veronika Schneider).
1996 gewann sie das 7. Schachfestival im Wiener Rathaus, ein Jugendopen des SK Loosdorf, vor Günter Kuba und Elisabeth Pähtz. Bei der Frauenweltmeisterschaft 2000 in Neu-Delhi schied sie in der ersten Runde mit 3:4 gegen Pia Cramling aus.

### Nationalmannschaft
Für die ungarische Frauennationalmannschaft nahm sie zwischen 1996 und 2004 an fünf Schacholympiaden teil mit einem positiven Gesamtergebnis von 25 Punkten aus 49 Partien (+14 =22 −13) sowie zwischen 1997 und 2009 an vier Mannschaftseuropameisterschaften (16 Punkte aus 25 Partien; +13 =6 −6). Am erfolgreichsten war sie bei der Mannschafts-EM 2005 in Göteborg: Bei einer Ratingperformance von 2510 erzielte sie 5,5 Punkte aus 6 Partien am ersten Reservebrett und erhielt dafür eine individuelle Goldmedaille. Zum 18. Mitropa-Cup, der 1998 in Portorož stattfand, entsandte Ungarn als einzige Nation eine reine Frauenmannschaft, mit Nioletta Lakos am Spitzenbrett. Die Mannschaft belegte den vorletzten Platz.

### Vereinsmannschaften
In Ungarn spielt sie für Szombathelyi MÁV Haladás Vasutas Sportegyesület. In Österreich spielte sie für das obersteiermärkische Leoben, später für den oststeiermärkischen Verein Horn Union Ratten. In Deutschland spielte sie in der Saison 1999/00 für den TSV Schott Mainz, danach seit der Saison 2001/02 in der Frauenbundesliga für den USV Halle (seit 2006 USV Volksbank Halle), mit dem sie in den Saisons 2006/07 und 2009/10 deutscher Mannschaftsmeister wurde. In Tschechien spielte sie für Tatran Poštorná aus Břeclav, sie spielte auch in kroatischen und serbischen Mannschaftsmeisterschaften. In der britischen 4NCL spielte sie für Wood Green.
Beim 2. European Club Cup für Frauen 1997 in Rijeka belegte sie, am Spitzenbrett spielend, mit der Mannschaft des kroatischen Chess Club Kastav den zweiten Platz. Bei den Club Cups 1998 (bei dem sie mit ihrem Verein in der Vorrunde scheiterte) und 1999 in Nova Gorica spielte sie am ersten Brett der Mannschaft des kroatischen ŠK Belišće-Metalis. Am European Club Cup 1999 nahm Lakos mit einer Frauenauswahl von Honvéd Budapest teil, die allerdings in der Vorrunde alle Wettkämpfe verlor.

### Titel und Rating
Seit November 2000 trägt sie den Titel Großmeister der Frauen (WGM). Eine Norm für den Titel Internationaler Meister (IM) erzielte sie mit Übererfüllung beim 12. Dos-Hermanas-Turnier in Dos Hermanas im April 2003 Ihre Elo-Zahl beträgt 2215 (Stand: Februar 2020), die bisher höchste Elo-Zahl war 2415 in der zweiten Jahreshälfte des Jahrs 1997. Sie lag damals auf dem geteilten 15. Platz der Frauenweltrangliste der FIDE.